# Lutherkirche (Chemnitz)

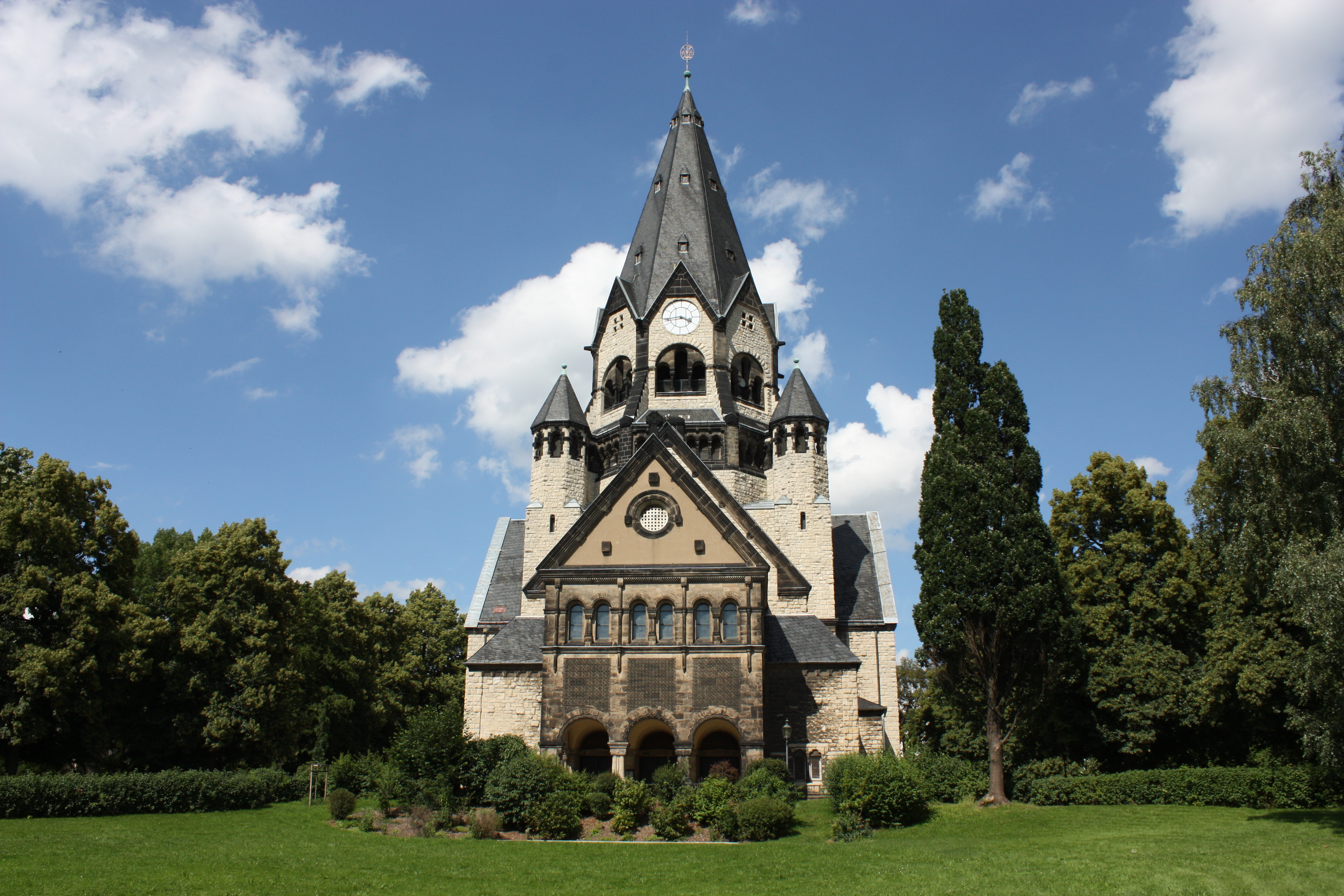
Lutherkirche

Die evangelische Lutherkirche an der Zschopauer Straße ist eine von drei Kirchen in Chemnitz, die den Namen des Reformators Martin Luther tragen.

## Geschichte und Beschreibung
Die nach Plänen des Architekten Otto Kuhlmann im neoromanischen Stil errichtete Kirche wurde nach vierjähriger Bauzeit am 1. April 1908 eingeweiht. Sie war eines der ersten Gebäude in Chemnitz in Stahlbetonbauweise. Durch ihre Lage auf einem leicht ansteigenden Gelände ragt sie als städtebauliche Dominante weithin sichtbar aus dem Lutherviertel heraus.
Ende des 19. Jahrhunderts hatte sich Chemnitz zu einer der bedeutendsten deutschen Industriestädte entwickelt und wurde auch als „Sächsisches Manchester“ bezeichnet. Infolgedessen war die Einwohnerzahl zwischen 1870 und 1895 von 68.000 auf 161.000 und nach 1900 auf mehr als 300.000 angestiegen: Aus der mittelalterlich anmutenden Stadt mit zahlreichen Waldhufendörfern im Umfeld war in wenigen Jahren eine Großstadt mit unzähligen Massenwohnquartieren geworden. Mitten in diese neu entstandenen Stadtgebiete hinein wurden teilweise recht repräsentative Kirchenbauten gesetzt, die diese Stadtgebiete und durch die besondere topografische Situation der Stadt Chemnitz auch oft das Stadtbild maßgeblich prägten. Die Lutherkirche an der Zschopauer Straße inmitten einer eigens hierfür angelegten Grünanlage ist wohl die bedeutendste dieser Kirchen. 1900 wurde die Luthergemeinde gegründet, und ab 1902 folgten erste Initiativen zum Neubau einer Kirche. 1904 wurde ein Architekturwettbewerb durchgeführt, dabei entschied sich der damalige Kirchenvorstand unter den 130 eingereichten Entwürfen für den Kuhlmanns, der später noch etliche weitere evangelische Sakralbauten schuf.
Die Lutherkirche wurde als neuromanische Kreuzturmkirche erbaut. Der Stahlbetonbau besteht aus einem quadratischen Kernbau mit 64 Meter hohem mächtigen Turm. Das achteckige obere Geschoss des Turms besitzt eine umlaufende Zwerggalerie und den Zugang zu den Ecktürmen. Dem Kernbau sind vier kurze Kreuzarme mit Anbauten zugeordnet. An der Westseite, dem Haupteingangsbereich der Kirche, befindet sich ein zweigeschossiger Vorbau mit offener Halle im Untergeschoss.
Der Denkmalwert der Chemnitzer Lutherkirche ergibt sich aus der stadtgeschichtlichen Bedeutung (als wichtiges Zeugnis der grundlegenden Veränderungen der Stadt in Folge der raschen Industrialisierung) und aus der städtebaulichen Bedeutung. Darüber hinaus besitzt sie einen hohen baukünstlerischen und baugeschichtlichen Wert (als exemplarischer Kirchenbau des beginnenden 20. Jahrhunderts in Deutschland, der moderne architektonische Auffassungen mit technischen Innovationen verbindet) sowie überregionalen baugeschichtlichen Zeugniswert als einer der ersten Kirchenbauten des bedeutenden Architekten Otto Kuhlmann.

## Ausstattung

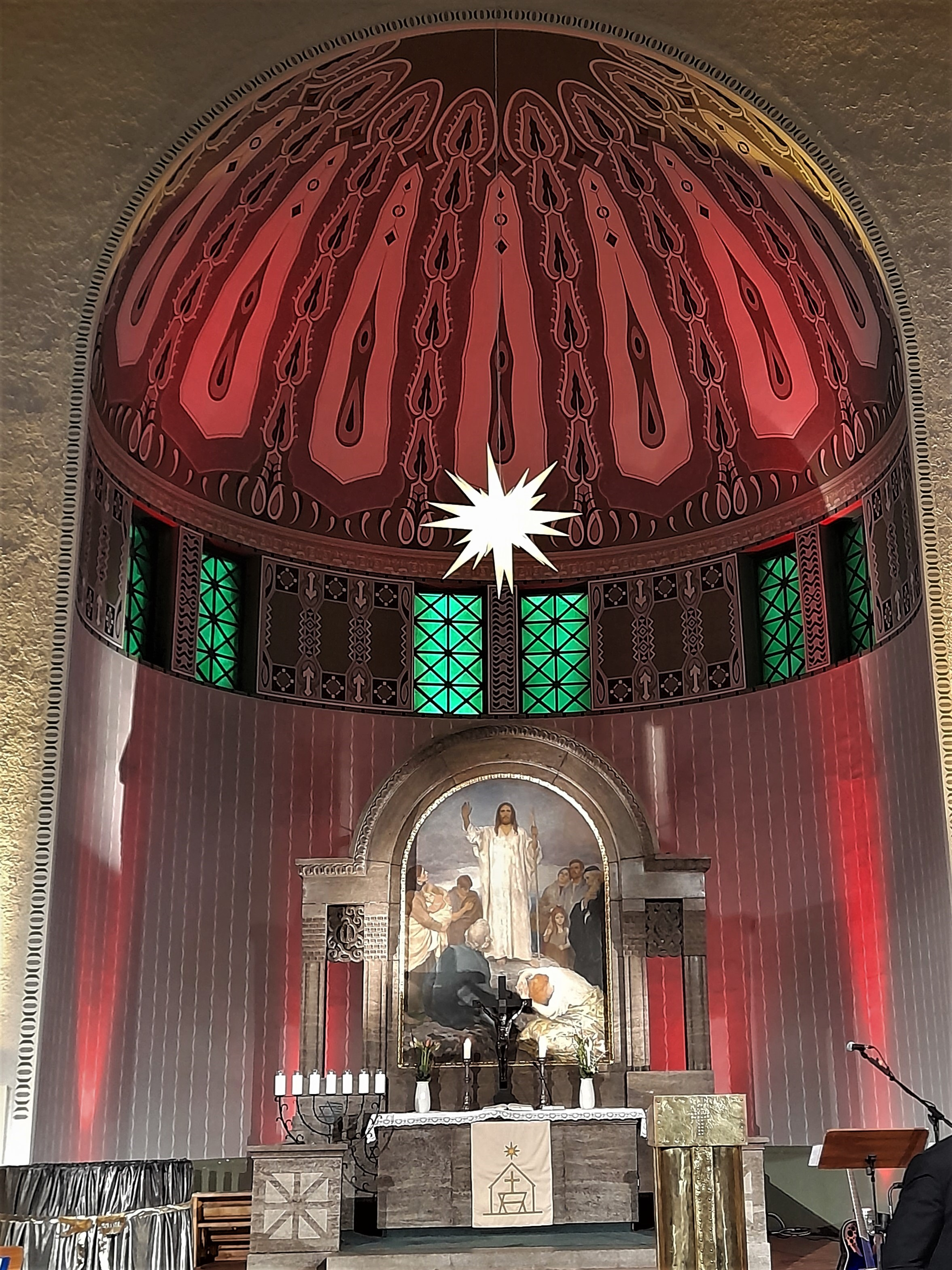
Lutherkirche Chemnitz-Lutherviertel, Altarraum (2023)

Die bauzeitliche Ausstattung im Inneren der Kirche in Formen des schlichten Jugendstils hat sich weitgehend erhalten. Dazu zählen die farbige Wandfassung (Karl Schulz, Dresden), der Altar aus braunem Muschelkalk mit einem mittigen Christusbild (Osmar Schindler, Dresden, 1908), die Kanzel aus grauem Muschelkalk und grünem Marmor, ein Kruzifix (Arthur Lange) sowie das Lesepult und acht Liedtafeln aus Messing. Zur Ausstattung gehören weiterhin ein dem Altar vorgelagerter Teppich, das vollständige bauzeitliche Kirchengestühl sowie sieben Einzelstühle, darunter die Hochzeitsstühle sowie farbige bauzeitliche Glasfenster unter der Nord- und Südempore. Die Glasfenster hat der Künstler Otto Linnemann aus Frankfurt zwar entworfen, sie wurden aber nicht ausgeführt.

## Orgel

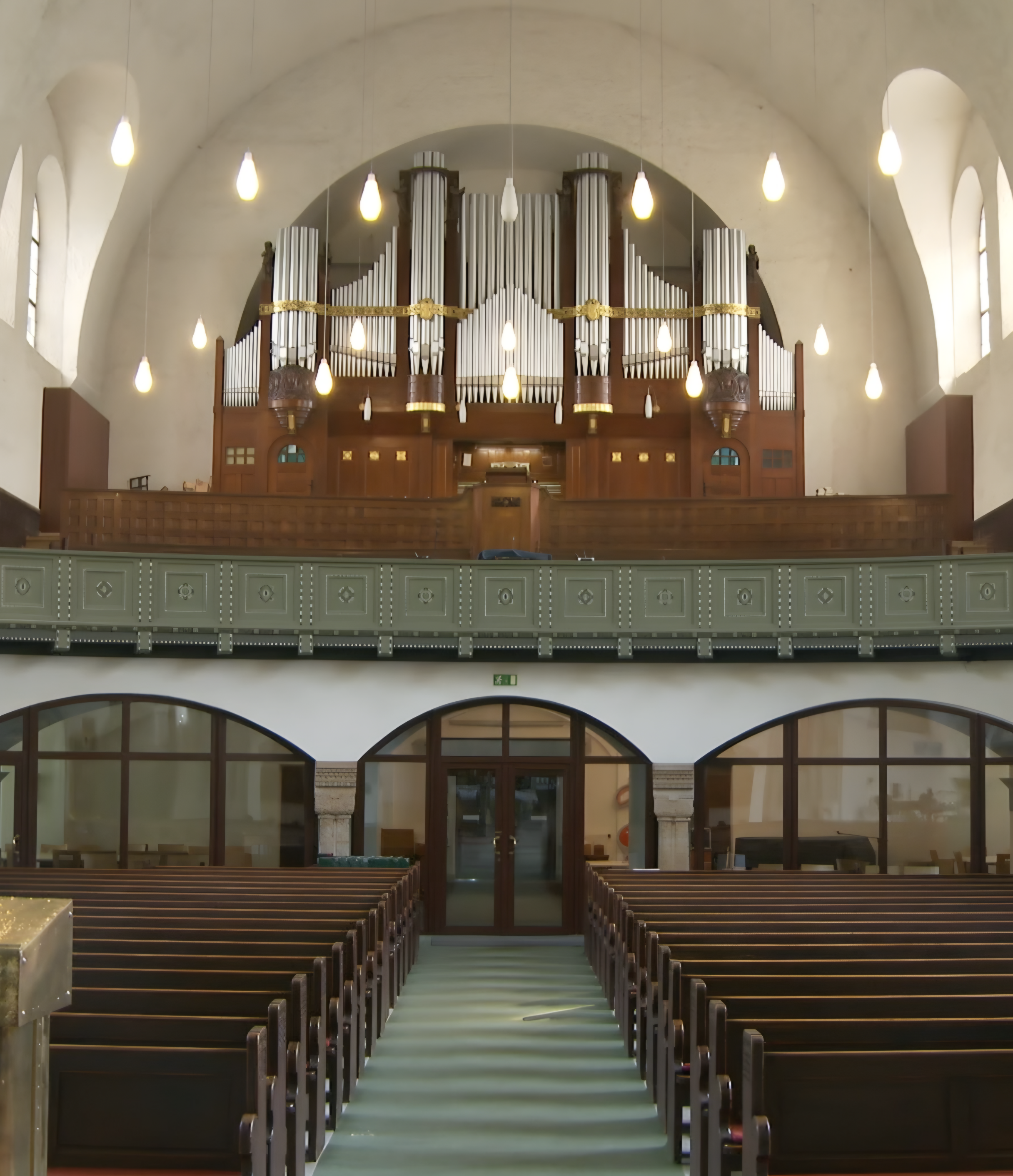
Blick zur Orgel

Die Orgel stammt von Wilhelm Sauer (1908) und ist nach der Restaurierung 2007 weitgehend im Originalzustand erhalten. Das Instrument hat 50 klingende Register (ca. 3000 Pfeifen) auf drei Manualen und Pedal.
| I. Manualwerk C–a3 |                 |     |
| 1.                 | Prinzipal       | 16′ |
| 2.                 | Prinzipal       | 8′  |
| 3.                 | Doppelflöte     | 8′  |
| 4.                 | Flûte           | 8′  |
| 5.                 | Bourdun         | 8′  |
| 6.                 | Gemshorn        | 8′  |
| 7.                 | Viola da Gamba  | 8′  |
| 8.                 | Oktave          | 4′  |
| 9.                 | Rohrflöte       | 4′  |
| 10.                | Kornett III–IV  |     |
| 11.                | Rauschquinte II |     |
| 12.                | Mixtur III      |     |
| 13.                | Fagott          | 16′ |
| 14.                | Trompete        | 8′  |

| II. Manualwerk C–a3 |              |     |
| 15.                 | Bordun       | 16′ |
| 16.                 | Prinzipal    | 8′  |
| 17.                 | Konzertflöte | 8′  |
| 18.                 | Rohrflöte    | 8′  |
| 19.                 | Schalmey     | 8′  |
| 20.                 | Quintatön    | 8′  |
| 21.                 | Salicional   | 8′  |
| 22.                 | Oktave       | 4′  |
| 23.                 | Traversflöte | 4′  |
| 24.                 | Piccolo      | 2′  |
| 25.                 | Mixtur IV    |     |
| 26.                 | Clarinette   | 8′  |

| III. Manualwerk C–a3 |                  |       |
| 27.                  | Lieblich Gedackt | 16′   |
| 28.                  | Prinzipal        | 8′    |
| 29.                  | Soloflöte        | 8′    |
| 30.                  | Lieblich Gedackt | 8′    |
| 31.                  | Viola            | 8′    |
| 32.                  | Aeoline          | 8′    |
| 33.                  | Voix célestis    | 8′    |
| 34.                  | Fernflöte        | 4′    |
| 35.                  | Fugara           | 4′    |
| 36.                  | Nasard           | 2 ⁄3′ |
| 37.                  | Flautino         | 2′    |
| 38.                  | Oboe             | 8′    |

| Pedalwerk C–f1 |           |         |
| 39.            | Untersatz | 32′     |
| 40.            | Prinzipal | 16′     |
| 41.            | Subbaß    | 16′     |
| 42.            | Violon    | 16′     |
| 43.            | Dulciana  | 16′     |
| 44.            | Quintbaß  | 10 2⁄3′ |
| 45.            | Oktave    | 8′      |
| 46.            | Baßflöte  | 8′      |
| 47.            | Cello     | 8′      |
| 48.            | Oktave    | 4′      |
| 49.            | Posaune   | 16′     |
| 50.            | Trompete  | 8′      |

- Koppeln: II/I, III/I, III/II, I/P, II/P, III/P

## Glocken
Im Jahr 1972 wurden von Apoldas letztem Glockengießermeister Peter Schilling und dessen Frau Margarete Schilling drei Bronze-Kirchenglocken entworfen, gegossen und geliefert. Die Glocken haben die Schlagtöne d1, e1, g1 und ein Gewicht von 3.623 Kilogramm.

## Kirchplatz und Kriegerdenkmal
Der Denkmalwert von Platzgestaltung und Kriegerdenkmal ergibt sich aus deren gartenkünstlerischer, ortsgeschichtlicher und ortsentwicklungsgeschichtlicher sowie städtebaulicher Bedeutung.
- Geschichte: Die Anlage des Platzes erfolgte nach dem Bau der Kirche 1908 und vor 1910 (1902 nur das Areal des Platzes auf dem Stadtplan, 1910 Kirchplatz auf dem Stadtplan eingetragen), in der Amtszeit von Stadtgartendirektor Otto Werner.
- Erschließung: An den vier umgebenden Straßenseiten sind Bürgersteige (auf der Südost- und Nordwestseite mit Mosaiksteinpflaster), an der Nordwestseite auf dem gegenüberliegenden Bürgersteig Granitplatten, auf allen Seiten der Kirche Wegefläche mit wassergebundener Decke, Traufbereich der Kirche mit Natursteinpflaster, Verbindungswege zwischen den Bürgersteigen und der Wegefläche an der Kirche mit wassergebundener Decke und Entwässerungsrinnen aus Natursteinpflaster, im Südwesten zum Eingang der Kirche zwei im Bogen geführte Zufahrtswege mit wassergebundener Decke und seitlichen Rinnen aus Natursteinpflaster, am Eingang der Kirche Kleinsteinpflaster (Granit) und eine vorgelagerte Fläche mit Mosaiksteinpflaster
- Gehölze: Im Außenbogen der beiden Zufahrtswege je eine Baumreihe von je sieben Linden (davon eine Ersatzpflanzung), in Nähe des Eingangs der Kirche ein Baumpaar (zwei Pyramideneichen, davon eine Nachpflanzung), auf der Südost- und Nordwestseite der Kirche je ein Baumpaar (je zwei Linden), im Südwestbereich in Straßennähe ein Baumpaar (zwei neu gepflanzte Weiden), auf der Südostseite der Kirche ein Gedenkbaum (Luthereiche, Amerikanische Roteiche), auf den Strauch- und Rasenflächen an der Nordost-, Südost- und Nordwestseite weitere Bäume (Baumhasel, Bergahorn, Buche, Eiche, Esche, Feldahorn, Hainbuche, Linde, Robinie, Rotdorn, Roteiche, Spitzahorn), an den Innenseiten der beiden im Bogen geführten Zufahrtswege je eine geschnittene Hecke aus Flieder, im Nordost-, Südost- und Nordwestbereich Strauchflächen (Falscher Jasmin, Alpenjohannisbeere, Schneebeere ...), auf der Südostseite Reste von Straßenbäumen (Linden), auf der gegenüberliegenden Straßenseite im Südwesten neu gepflanzte Straßenbäume (Spitzahorn)
- Kriegerdenkmal: Im Nordwestbereich ein als Tor gestaltetes Kriegerdenkmal des Ersten Weltkrieges mit Aufschriften (auf der Südostseite: „WIE SIND DIE HELDEN GEFALLEN“, auf der Nordwestseite: „MEINE SEELE IST STILLE ZU GOTT.“) und acht Tafeln mit den Namen der Gefallenen und später Gestorbenen (1914–1918 und 1919–1931)

## Persönlichkeiten

Das Brautpaar Nagel vor der Lutherkirche (1912)

In der Lutherkirche wurden am 4. Juni 1912 der Wanderprediger gustaf nagel (1874–1972) und die Klavierlehrerin Johanna Maria Raith (* 1888) unter großer öffentlicher Anteilnahme getraut.